# Fedeles pézsmateknős
A fedeles pézsmateknős (Sternotherus carinatus) a hüllők (Reptilia) osztályába és a teknősök (Testudines) rendjébe és az iszapteknősök (Kinosternidae) családjába tartozó faj.
Nevüket onnan kapták, hogy megzavarása esetén, pézsma szagú folyadékot bocsát ki a kloákájából.

## Előfordulása
Az Amerikai Egyesült Államok középdéli vidékén, Alabama, Arkansas, Louisiana, Mississippi, Oklahoma és Texas államokban honos.

## Megjelenésük
Testhossza 16 centiméter.

## Külső hivatkozások
- Képek az interneten a fajról